# بقجاموس
البَقْجَاموس هو ذرية هجينة من الأبقار الداجنة (وعادة ما يكون ذكرًا في برامج التربية المُدارة) ومن بيسون أو الجاموس الأمريكي (وعادة ما تكون أنثى في برامج التربية المُدارة). هُجنَّت السلالة لتجمع بين خصائص كلا الحيوانين لإنتاج لحوم البقر.